# テンペスト・ストーム
テンペスト・ストーム（英: Tempest Storm、本名：アニー・バンクス、1928年2月29日 - 2021年4月20日）は、アメリカのエキゾティックダンサー、バーレスクスター、映画女優である。
リリ・セイント・シアやサリー・ランド、ブレイズ・スターなどと並び、1950年代から60年代にかけて最もよく知られたバーレスクパフォーマーであった。バーレスクのパフォーマーとしては60年以上にわたって活躍し、最長のキャリアを持つベテランのひとりと考えられている。21世紀初頭まで現役のパフォーマーであった。

## 幼年時代と初期のキャリア
ストームはジョージア州イーストマンでアニー・ブランチ・バンクス(Annie Blanche Banks)として生まれた。貧しい農家で育ち、虐待的な親から逃れるために家を出てウェイトレスになったのち、20歳になるまでに二度結婚・離婚している。その後ハリウッドに行くことを決意した。ロサンゼルスでコーラスガールとして働いた後、バーレスクパフォーマーとしてカリフォルニア州オークランドのエル・レイ・シアターでデビューした。1950年頃に芸名をテンペスト・ストームとし、1957年には法的に姓名を変更してこちらを本名とした。このように芸名を法的手続きによって本名にするのは、バーレスクのパフォーマーとしては珍しいことであるという。英語のTempest(テンペスト)もStorm(ストーム)もともに「嵐」を意味する。

## バーレスクのスターとして
ストームはデビューしてすぐにアメリカン・バーレスク界のスターとなった。オークランドのバーレスクハウスであるエル・レイ・シアターに長年レギュラーとして出演するかたわら、ラスベガスをはじめとするアメリカ合衆国中のクラブで踊っていた。グラマラスなスリーサイズ(44DD-25-35)と、染めていない天然の赤毛で有名であった。French Peep Show (1950)、Paris After Midnight (1951)、Striptease Girl (1952)、Teaserama(『ティーズラマ』、1955)、Buxom Beautease (1956)などのバーレスク映画に出演するほか、多数の男性誌にも登場した。当時のストームを撮影した写真家の中にはのちに映画監督として有名になるラス・メイヤーもいる。
1953年にストームはオレゴン州ポートランドに引っ越し、スター・シアターで働くようになった。数ヶ月後、通りの先にあるキャピタル・シアターを当時の夫であったジョン・ベッカーが購入したため、そこに移ることになった。スター・シアターのオーナーは、ベッカーの元妻でバーレスク・スターとしてのライバルであったアラベル・アンドレを連れてきて、「ジョンの別の妻」としてパフォーマンスしてもらうことにした。このせいで「バーレスク戦争」と呼ばれる騒動が起こり、1953年11月30日の『ライフ』誌のページを飾るまでになった。ストームは自分の胸を「マネーメイカー」と呼んでいたが、1950年代末にはロンドンのロイズ社によりこのバストに100万ドルの保険がかけられていたという。
1955年にコロラド州デンバーのトロピックス・ナイトクラブで働いていた時、テンペストはコロラド大学ボルダーキャンパスで踊ることになった。ステージでミンクのコートを脱いだだけであったのに、暴動に近い状態になったという。

## 引退
ストームは自分の人生を作家のビル・ボイドに話しており、ボイドによるストームの話の書き起こしは1987年に『テンペスト・ストーム－レディは妖婦』Tempest Storm: The Lady Is a Vamp (ISBN 0-934601-25-9)という書名で刊行された。ストームはカリフォルニア州ヘレンデールにあるエキゾティック・ワールド・バーレスク・ミュージアムのホール・オブ・フェイム(名誉の殿堂)入りし、この博物館にストームのGストリングが一点、展示されている。
ストームは公式には1995年に67歳でレギュラー出演から引退したが、その後も時々舞台でパフォーマンスを行っている。1999年にサンフランシスコのオファレル・シアターでクラブの30周年記念を祝うためにストリップティーズを披露している。市長のウィリー・ルイス・ブラウンはダンサーを称えてこの日を「テンペスト・ストームの日」とした。

## 家族
ストームは4回結婚しており、デューク・エリントンのバンドの歌手だったハーブ・ジェフリーズと結婚していたことがある。この他にも、若い頃はミッキー・ルーニーやサミー・デイヴィス・ジュニアをはじめとするさまざまな男性スターと交際していた。
ストームは現在、ネバダ州ラスベガスに住んでいる。